# کواچاوا
کواچاوا (به لهستانی:  Kwaczała) یک روستا در لهستان است که در گمینا الورنگا واقع شده‌است.
 کواچاوا  ۱٬۸۵۷ نفر جمعیت دارد.